# Eobruchia bruchioides
Eobruchia bruchioides är en bladmossart som beskrevs av William Russell Buck 1979. Eobruchia bruchioides ingår i släktet Eobruchia och familjen Bruchiaceae. Inga underarter finns listade i Catalogue of Life.